# 艾肯頓 (喬治亞州)
艾肯頓（英語：Aikenton）是位於美國喬治亞州傑斯帕縣的一個非建制地區。該地的面積和人口皆未知。

## 地理
艾肯頓的座標為33°22′20″N 83°32′55″W / 33.37222°N 83.54861°W，而該地的平均海拔高度為194米（即636英尺）。